# 19982 Barbaradoore
Barbaradoore (asteróide 19982) é um asteróide da cintura principal, a 1,668388 UA. Possui uma excentricidade de 0,2855003 e um período orbital de 1 303,25 dias (3,57 anos).
Barbaradoore tem uma velocidade orbital média de 19,49149937 km/s e uma inclinação de 22,33644º.
Este asteróide foi descoberto em 22 de Janeiro de 1990 por Eleanor Helin.